# 오금동 (서울)
오금동(梧琴洞)은 서울특별시 송파구의 법정동 및 행정동이다.

## 개요
오금동은 이 지역에 자생하는 오동나무가 많아 거문고를 만드는 장인이 많이 살았다는데서 유래한 설과 병자호란 때 인조가 남한산성으로 피난갈 때 백토고개에서 잠시 쉬었다가 신하에게 무릎 안쪽의 ‘오금이 저린다’고 말하여 그 후 ‘오금골’이라 불리게 되었다는 설이 있다. 오금동은 조선시대 말까지 경기도 광주군 중대면 오금리로 칭해 왔으며, 그 뒤 일제강점기인 1914년 3월 1일 부제실시로 경기도 명칭과 구역을 새로 정할 때, 이곳의 오금골을 비롯하여 웃말, 안골, 개롱리 등 자연부락을 병합하여 오금리라 하였다. 해방 후 1963년 서울특별시의 대대적인 구역확장이 이루어질 때, 이 지역은 서울특별시 성동구에 편입되어 오금동이 되었다. 1975년 강남구가 신설됨으로써 이에 속하게 되었고, 곧 이어 1979년 강동구가 신설되자 다시 이에 속하게 되었다. 1985년 방이동에서 오금동이 분동되었다. 1988년 강동구에서 송파구가 분리 신설됨으로써 이에 속하여 오늘에 이른다.

## 법정동
- 오금동

## 교육
- 보인고등학교
- 서울개롱초등학교
- 서울거여초등학교
- 세륜중학교
- 오주중학교
- 보인중학교
- 오금고등학교
- 서울오금초등학교

## 교통
- ● 수도권 전철 3호선
  - 오금역
- ● 수도권 전철 5호선
  - 오금역 - 개롱역

## 같이 보기
- 가야금
- 임경업
- 병자호란
- 대한민국의 행정 구역